# Novaglie (Verona)
Novaglie (Noàje o Novàje in dialetto locale) è una frazione del comune italiano di Verona. Appartenente alla Circoscrizione 8 Nord-Est, dista circa 7 km dal centro della città.

## Geografia fisica
Il paese sorge su una collinetta in Valpantena a 131 metri sul livello del mare e conta 223 abitanti. 
È confinante con Quinto, San Felice Extra, Montorio e Mizzole, anch'esse frazioni di Verona.

## Infrastrutture e trasporti
Novaglie si trova al termine della Tangenziale Est, il raccordo autostradale che collega la Valpantena alla Tangenziale Sud e al casello di Verona est sull'autostrada A4,  la cui uscita Grezzana-Bosco Chiesanuova dista circa 2 km.
Inoltre, a circa altri 2 km più a nord inizia la SP6 dei Lessini, che collega Verona alle località dell'altopiano lessinico.

## Monumenti e luoghi d'interesse
I luoghi più conosciuti della frazione sono la casa di spiritualità di San Fidenzio, luogo di culto situato nell'omonimo quartiere, ma anche la chiesa dedicata a Santa Maria Maddalena e la scuola primaria di stato "Nereo Merighi".